# Rocky & Drago
Rocky & Drago är ett underhållningsprogram med Peter Siepen och Tilde Fröling som programledare. Programmet visades på TV6 i tre säsonger mellan 2006 och 2007. 
Rocky & Drago får i varje program ett resemål av sin producent som de åker till. De ska där utföra 5 olika uppdrag. Det är ofta att prova på aktiviteter förknippas och är speciellt för den platsen de åkt till. Vanligt förekommande är också höjdmoment.
Namnet på programmet kommer från karaktärerna Rocky Balboa (spelad av Sylvester Stallone) och Ivan Drago (Dolph Lundgren) som möttes i filmen Rocky IV.
Programmets tagline är "Ingen jävla semester". 

## Avsnitt

### Säsong 1
| Del | Resemål   | Sändes första gången |
| --- | --------- | -------------------- |
| 1   | Sydafrika | 15 maj 2006          |
| 2   | Barcelona | 22 maj 2006          |
| 3   | Indien    | 29 maj 2006          |
| 4   | London    | 5 juni 2006          |
| 5   | Bangkok   | 12 juni 2006         |
| 6   | Baltikum  | 19 juni 2006         |

### Säsong 2
| Del | Resemål        | Sändes första gången |
| --- | -------------- | -------------------- |
| 1   | Chamonix       | 21 november 2006     |
| 2   | Finland        | 28 november 2006     |
| 3   | Texas          | 5 december 2006      |
| 4   | Rio de Janeiro | 12 december 2006     |
| 5   | Las Vegas      | 19 december 2006     |

### Säsong 3
| Del | Resemål            | Sändes första gången |
| --- | ------------------ | -------------------- |
| 1   | Berlin             | 25 februari 2007     |
| 2   | Kairo              | 4 mars 2007          |
| 3   | Oslo och Köpenhamn | 11 mars 2007         |
| 4   | San Francisco      | 18 mars 2007         |
| 5   | Vancouver          | 25 mars 2007         |
| 6   | Sydney             | 1 april 2007         |
| 7   | Nya Zeeland        | 8 april 2007         |
| 8   | Glasgow            | 15 april 2007        |
| 9   | Gran Canaria       | 22 april 2007        |
| 10  | Stockholm          | 29 april 2007        |